# テナー・サクソフォーン
テナー・サクソフォーン（英: Tenor Saxophone）はサクソフォーン族の一員で中型の大きさのものを指す。
1840年代に開発者のアドルフ・サックスによって製造された木管楽器である。
テナー・サクソフォーンとアルト・サクソフォーンの2つは、サックスの中で最もよく利用されるサクソフォーンである。
テナーは基本音がB♭に調節されており (E♭のキーに調節されているものもある)。
音符記号の中で移調楽器として記譜され、音程は1オクターブと長2度より下の音として調節される。近代のテナー・サクソフォーンは、高F F♯を持ち、音域はA♭2から、E5（コンサート場）で、それ故にピッチは1オクターブでソプラノ・サクソフォーンより下の音域になる。
テナー・サクソフォーンを吹く人々は、”テナー・サクソフォニスト”や、”テナー・サックスプレイヤー”、単純に”サクソフォニスト”と呼ばれている。
テナー・サクソフォーンは、ソプラノ、アルト・サクソフォーンよりも大きな、マウスピースやリード、リガチャーを使用し、
テナー・サクソフォーンは視覚的に見てネック部分のカーブや、サクソフォン自体が湾曲し、マウスピースも他より口に近い為、他のサクソフォーンと簡単に区別される。
アルト・サクソフォーンでは欠けているネック部分から真っすぐマウスピースに向かう構造がある。テナー・サクソフォーン自体の能力は、他のソプラノやアルト、バリトンサクソフォーンと共に演奏すると音を混ぜると良質に聴こえ、
”かすれた”感じであり、その上さらに”光輝く”音色である。
テナー・サクソフォーンはジャズ音楽の中では重要なソロを演奏するのに使われる。
有名なジャズプレイヤーでは、ジョン・コルトレーン,コールマン・ホーキンス,レスター・ヤング,ベン・ウェブスター,デクスター・ゴードン,ワーデル・グレイ、スタン・ゲッツ、ソニー・ロリンズ、ウェイン・ショーターがいる。
若いジャズプレイヤーでは、マイケル・ブレッカー、クリス・ポッターが近代ジャズの中では重要な影響力を保っている。
| 番号 | サクソフォーン   | 調性 | オクターブ上   | オクターブ下     |
| ---- | ---------------- | ---- | -------------- | ---------------- |
| 1    | ソプラニッシモ   | B♭   | ##             | ソプラノ         |
| 2    | ソプラニーノ     | E♭   | ##             | アルト           |
| 3    | Ｃソプラノ       | C    | ##             | Cメロディー      |
| 4    | ソプラノ         | B♭   | ソプラニッシモ | テナー           |
| 5    | メゾソプラノ     | F    | ##             | ##               |
| 6    | アルト           | E♭   | ソプラニーノ   | バリトン         |
| 7    | Cメロディー      | C    | Cソプラノ      | ##               |
| 8    | テナー           | B♭   | ソプラノ       | バス             |
| 9    | バリトン         | E♭   | アルト         | コントラバス     |
| 10   | バス             | B♭   | テナー         | サブコントラバス |
| 11   | コントラバス     | E♭   | バリトン       | ##               |
| 12   | サブコントラバス | B♭   | バス           | ##               |

## 歴史
詳細は”サクソフォーン”を参照

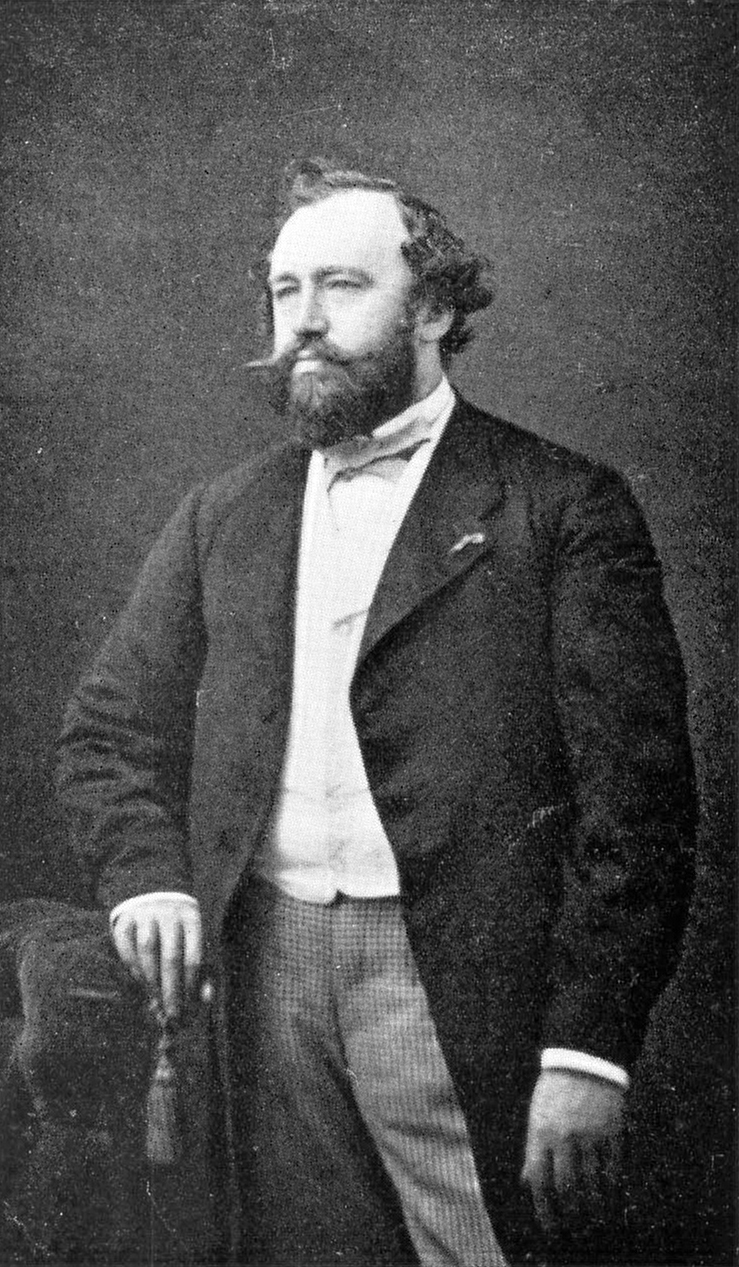
アドルフ・サックス。サクソフォーンの発明者。

テナー・サクソフォーンは、1846年にアドルフ・サックスが設計し開発した14の楽器の内の1つになる。
ディナン生まれで元々はブリュッセルを拠点としていたサックスは、楽器事業を興すために1842年にパリへ移った。
サクソフォーンに取り組む前、サックスはバスクラリネットのキイ装置と音響を改善し、低音域を拡張することによっていくつかの改良を行った。
基礎となるアイディアはクラリネット、フルート、オーボエ、オフィクレイド（木管楽器と同様のキイを持つ低音大型円錐形金管楽器）の混合物であり（主にオフィクレイドが元になっている）
これらの楽器での経験によって、最初のサクソフォーンを製作するために必要な技能と技術を磨くことができた。
バスクラリネットを改良した仕事の副産物として、サックスは金管楽器の遠達性（プロジェクション）と木管楽器の俊敏性を併せ持つ楽器の開発を始めた。
サックスは、オーバーブローイングで12度音程が上がるクラリネットとは異なり、オクターブでオーバーブローイングすることを望んだ。
オクターブでオーバーブローイングする楽器は、両方の音域で同一の運指を有する。
サックスはシングルリードマウスピースと真鍮製円錐形胴管を持つ楽器を作り上げた。1840年代初頭には複数のサイズのサクソフォーンを製造しており、
1846年1月28日にこの楽器について15年間の特許を申請し、取得した。
この特許は、ソプラニーノからコントラバスまで基本設計の14の型（2つのカテゴリーにそれぞれ7種類）を網羅していた。限られた数のFとCの調性を持つ楽器がサックスによって生産されたが、
E♭とB♭の調性を持つ型がすぐに標準となった。当初はすべての楽器で、高音部譜表の五線の下のBから五線の上の3本目の加線の半音下のE♭までの音域が書かれており、
それぞれのサクソフォンの音域は2オクターブ半であった。サックスの特許は1866年に失効した。その後、膨大な数の他の楽器製作者がサクソフォーンの設計とキイ装置に自身の改良を実装した。
（テナー・）サクソフォーンは木管楽器と金管楽器の間の音調が重なるような傾向にあって、
軍楽隊から探し出された、理由は軍楽隊の演奏から痛ましいほど、この音調が欠けていた為、それに気づいた所から始まっている。
アルト・サクソフォーンからコントラバスまで幅広い楽器の数があった。
軍楽隊で使っていた他の楽器と（テナー・サクソフォーンのアイディアを一緒にして、デザインをはっきりと統合したのである。
テナー・サクソフォーンはB♭に調節をされており、このサクソフォーン族の中でも上から4番とされている。

## 構造

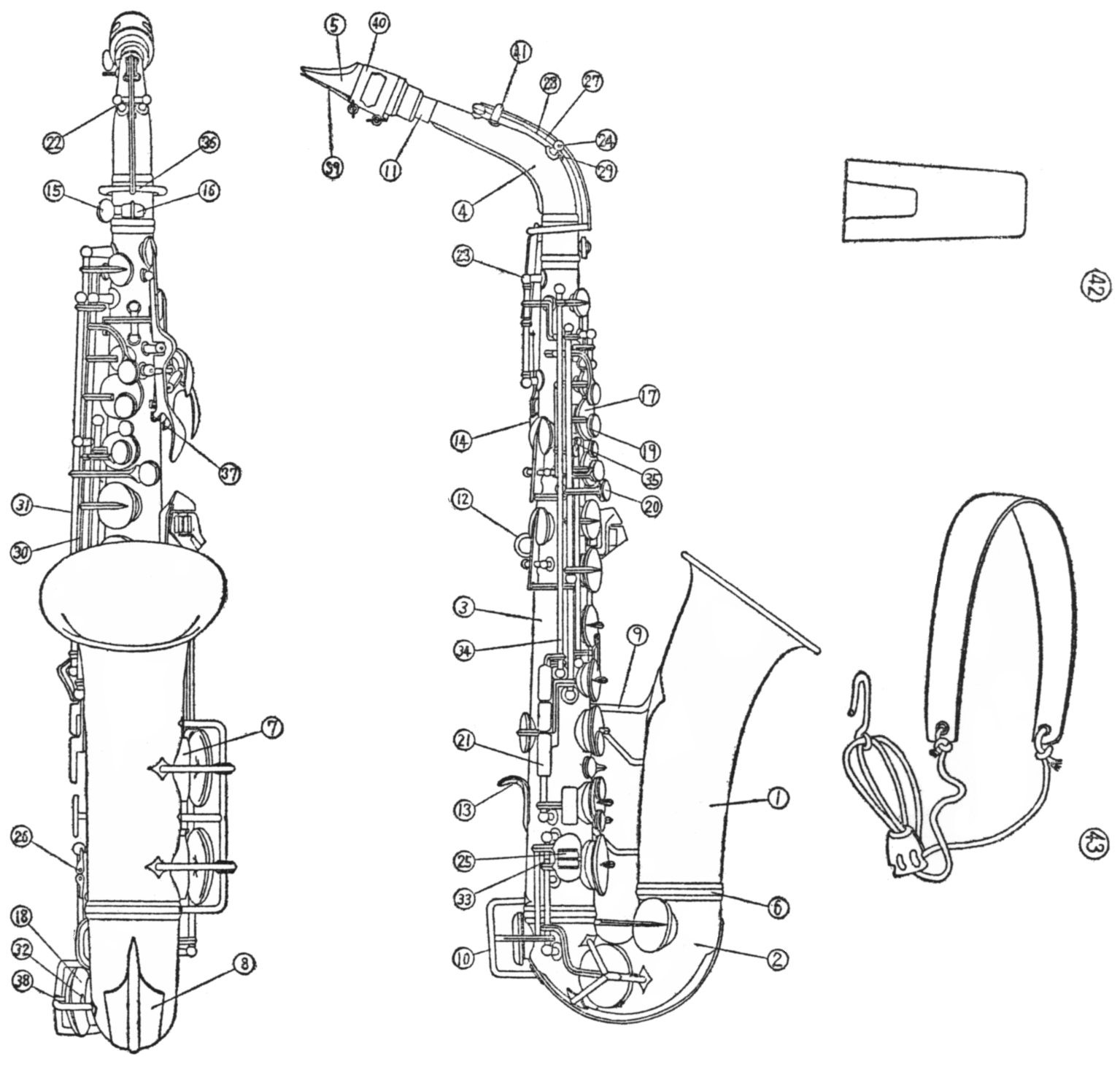
教育用サクソフォーン。図は低音ホール（7番にあたる）が左手側にある、いわゆる「インライン」で、現在では右手側にある「オフセット」が主流である。

1. 朝顔管（ベル）
2. 一番管
3. 二番管
4. 吹込管（ネック）
5. 歌口（マウスピース）
6. 胴輪
7. 鍵孔管
8. 打痕止
9. 座柱
10. 鍵覆
11. 歌口受コルク
12. 吊り環
13. 指掛
14. 拇指台
15. 蝶ネジ
16. 蝶ネジ受
17. タンポ皿
18. タンポ
19. 貝皿
20. 貝
21. キー
22. 鍵管
23. 鍵柱
24. 芯金
25. ローラー
26. ローラー用芯金
27. 平発条
28. 平発条止ネジ
29. 臼
30. 鋼針
31. ケリ
32. 鳩目
33. 連絡棒
34. センター棒
35. 剣ネジ
36. リング
37. コルク
38. コルクホールダー
39. リード
40. 締金（リガチャー）
41. 双柱
42. カップ
43. 吊り紐（ストラップ）

## 特徴

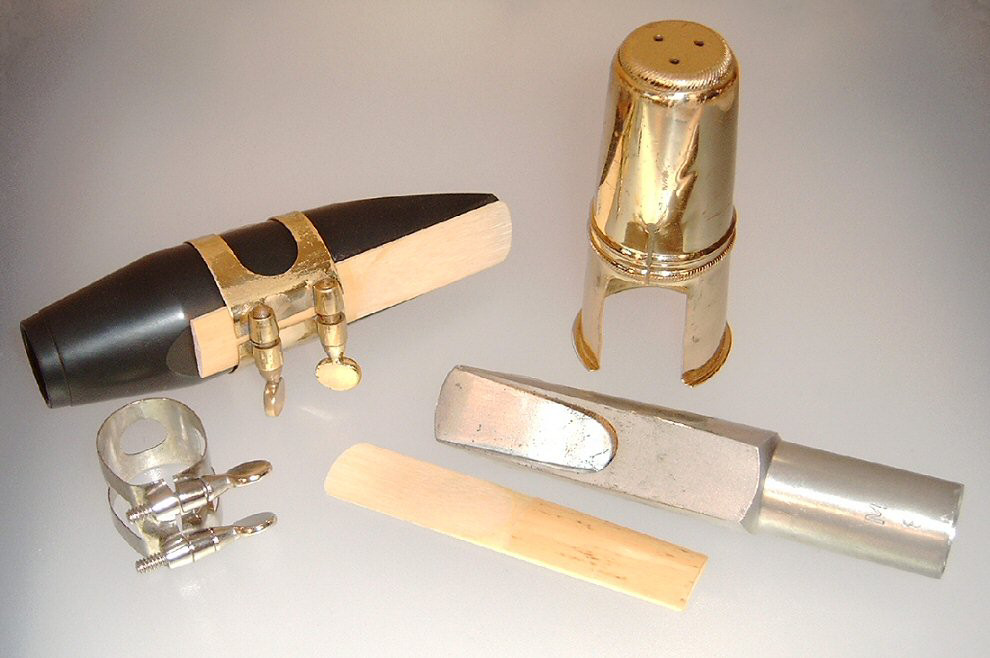
テナーサクソフォーンのマウスピース、リガチャー、リード、およびキャップ

テナー・サクソフォーンのような全てのサクソフォーンは、薄い真鍮で出来ている円錐の管で組成されている。管の終わりに向かって、その幅は朝顔状に薄く広がっており、ベル型をしている。
口に近づく狭い部分の終わりには、クラリネットに類似するマウスピースの単リードが繋がっている。中間には口径に下がっていくにつれて20から23の音孔がある。
設計はタンポによって音孔を隙間なく埋めるように覆われており、そして2つの音の出る穴があり、穴が開いている状態の時、楽器の低周波が音を不通にして、
それによって高い音の調節により吹き上げることが可能となる。
タンポは右手、左手の運指と共にキーの数を抑えることによって演奏ができるようになっており、左の親指で8度（オクターブ）キーを開けることにより操作する。
テナー・サクソフォーンの原型デザインは各スピーカー穴の8度（1オクターブ）キーを分けている事にあり、楽器ファゴットの設計と同様に、
その仕組みは左手の運指の動きを基に正確に音孔を選ぶ事にある。1866年にサックスの特許を得た後すぐに、その箇所に注力され開発されている。
テナーの使いやすさは、作りが”真っすぐ”という事と、サクソフォーン族の中でも小さい形である事に理由がある。真っすぐでありながら扱いにくい長さの形状は、
ほとんどのサクソフォーンに特徴される”Uの字に曲がる”事で、サクソフォーン族に特徴的な音調（トーン）になっている。
アルトは通常、80-90度の曲がった、口に合わせやすいマウスピースの形であり、テナーのこの部分は”Sの字に曲げて”リードと合体させるのが特徴である。
テナー・サクソフォーンのマウスピースは、楽器クラリネットの口の部分に類似しており、くさび形の管で、リードの原材料として知られている大きな植物：アルンド・ドナクス（1継ぎ目のある茎と大きな灰白色の羽毛のような円錐花序を持つ、川辺や水路に見られる大きな根茎のある多年生の草）
の茎を薄く剥がして素材にしたものを使用している。リードはかなり薄く削られている為、リガチャーを噛ませることによりマウスピースを金具で締める。空気を吹き上げる時、リードが揺れ、
音響共鳴起こって楽器から音が出る仕組みである。
マウスピースの形はサクソフォーンに鋭さ、そして柔軟性を伴わせ、楽器の音色はマウスピースの大きさによって決定されている。
マウスピースのデザインとリードはサックスの音に大きな役割を与えている。
テナー・サクソフォーンのリードは、バスクラリネットに使われる大きさのものと同じ大きさであり、その為、バスクラリネットのリードと取り換えが簡単である。
典型的なマウスピースは、暖かく、丸みを帯びた音調を発生させる。ジャズのマウスピースに至っては輝かしく、輪郭がはっきりとした音調が生まれる。
マウスピースに使用される素材は、プラスチック、エボナイト、青銅、黄銅、ステンレス鋼を使ったものもある。
テナー・サクソフォーンのマウスピースは、アルトのマウスピースに比べて大きく、リードもアルトと比べると大きい。
リードも硬いものを使っており、大きく息を吹いて、サクソフォーンの大きな身体を共鳴させるということは、テナー・サクソフォーンを吹くには多量の肺活量が必要である。
サクソフォーン族の一員として高調節にならざる得ないアンブシュア（楽器を吹くときの口の形等）もテナー・サクソフォーンの特徴になる。

## テナー・サクソフォーン奏者

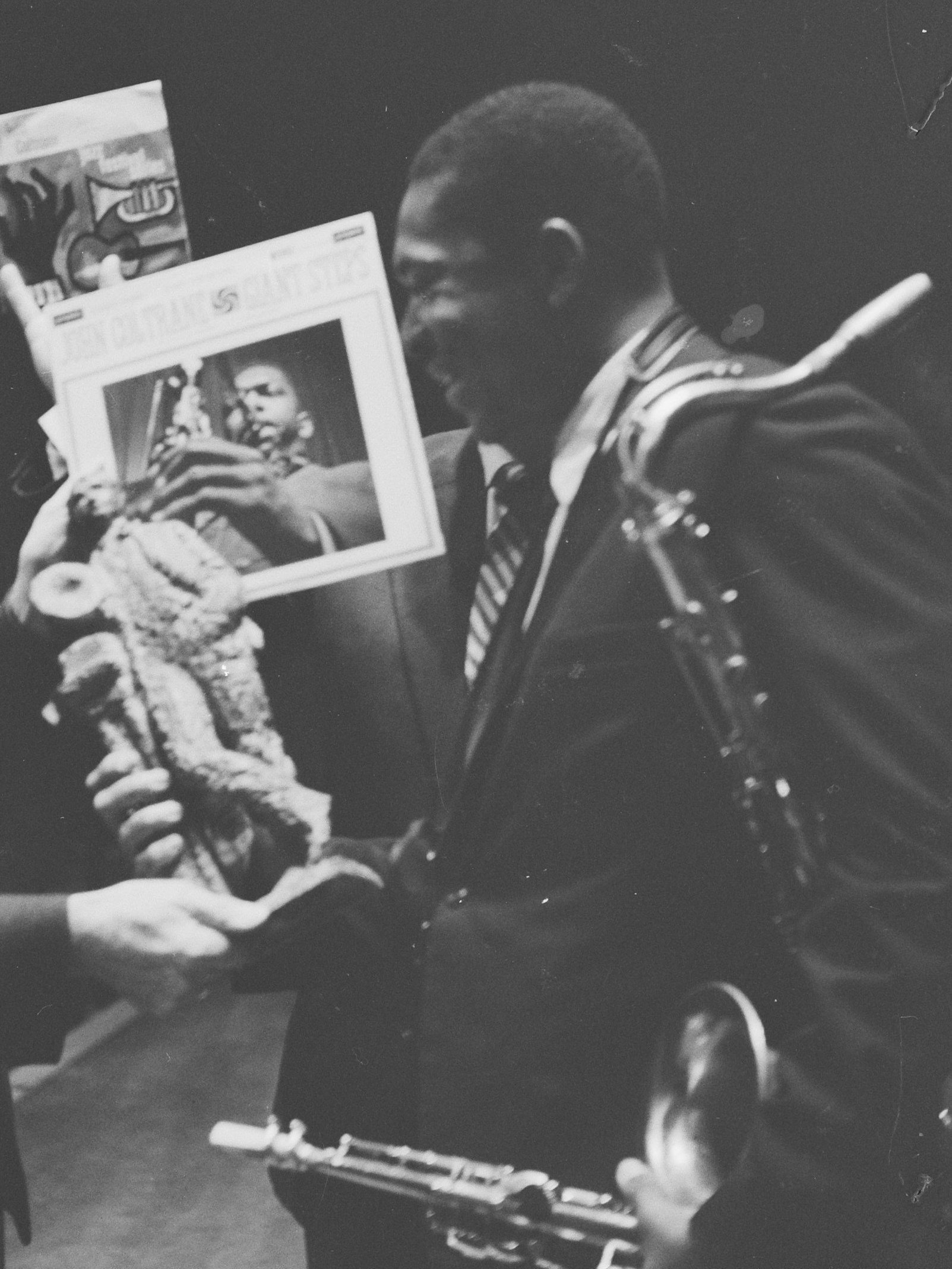
コルトレーン、アムステルダム, 1961年

テナー・サクソフォーンがその市民権を得たものの一つに軍楽隊がある。テナーがその開発の後すぐに、フランスとベルギーの軍楽隊によって楽器の利点が最も活かされたという歴史がある。
近代軍楽隊は典型的に、サクソフォーン四重奏、つまりバリトン・サクソフォーン、テナー・サクソフォーン、アルト・サクソフォーン、ソプラノ・サクソフォーンを編成している。
英国軍楽隊は慣例上、サクソフォーンはテナーとアルトのみを使用、他2つ以上の数の楽器を使うだけである。
テナーはクラシック音楽でも使われている。コンサート・バンドやサクソフォーン四重奏でテナーは標準的な楽器であり、テナーでソロも取る場面がある。
オーケストラでも活用され、有名なものでは、セルゲイ・プロコフィエフの”ロメオとジュリエット”と
”キージェ中尉”やモーリス・ラヴェルの”ボレロ”がある。
チャールズ・アイヴズの”交響曲第4番”でもテナーが使われている。
ヴァンサン・ダンディも彼のオペラ”フェヴァール”で使用。ルーカス・フォスも彼の”交響曲2番”でテナーのパートを書いている。
アメリカ合衆国でサクソフォーンが多く使用されるのは、軍楽隊が多数あるからであり、南北戦争の時代から広く普及している。南北戦争後、以前の軍楽隊が使用していた楽器は一般の人々によって探しだされ、
人々はゴスペル音楽やジャズで演奏することもあった。パトリック・ギルモア（1829-1892）をリーダーとする発明家の仕事で、テナーは大きく影響力がある。
ギルモアは金管楽器（トランペット、トロンボーン、コルネット）の編曲者の第一人者として、金管楽器に対するリード楽器（クラリネット、サクソフォーン）のビック・バンドの編曲の基準となる作法を産み出した。
テナー・サクソフォーンは一般の人々にジャズを通じて一番よく知られた楽器としての存在がある。ジャズにおけるテナーの存在は1930年代のコールマン・ホーキンスが開花させたと言われており、
テナー・サクソフォーンの伝統的役割と重みとは、広く影響力のあるメロディー、そしてメロディー自体が引き起こす”輝き”に重きを置いて作曲され、テナーが全体との調和を取らせている。
1930年代からのジャズ音楽家達の多くの発明は、テナーの存在が欠かせない。ホーキンスと彼の追随者の反響する音は、レスター・ヤングの軽いタッチとは対照的だった。
ジャズがビバップの時代、ジャズの中で最も重要なテナーの音は、ウディ・ハーマン・オーケストラの中の4兄弟の彼らであった。4兄弟は1960年代スタン・ゲッツを含み、ブラジリアン・ボサノヴァの中でのテナー（忘れてはいけないが、ジョン・コルトレーン、デクスター・ゴードン、ソニー・ロリンズも人気である）が広く大衆の人気を得た。
近年、テナーの音にビバップの頃と同じ人気が続いており、スムースジャズの中でテナーのファンは多い。
カーク・ウェイラム、リチャード・エリオット、スティーブ・コール、ジェシーJが有名なテナー奏者である。
サクソフォニストである、ロン・ハロウェイ、カール・デンソンの著名なテナー奏者はジャム・バンドでテナーを演奏して人気を博している。
アメリカン・ジャズ、それ自体が証明した結果は、テナーが他のジャンルの有名なものにも活躍の場を与えられているとテナー・サクソニスト達は言っている。
テナーは、R&Bやパーティーで演奏するロックンロールや、最近のロック、ブラックミュージック、ラテン音楽、アフロ・カリビアン音楽、アフリカ音楽にも共通して使用されている。

## ギャラリー

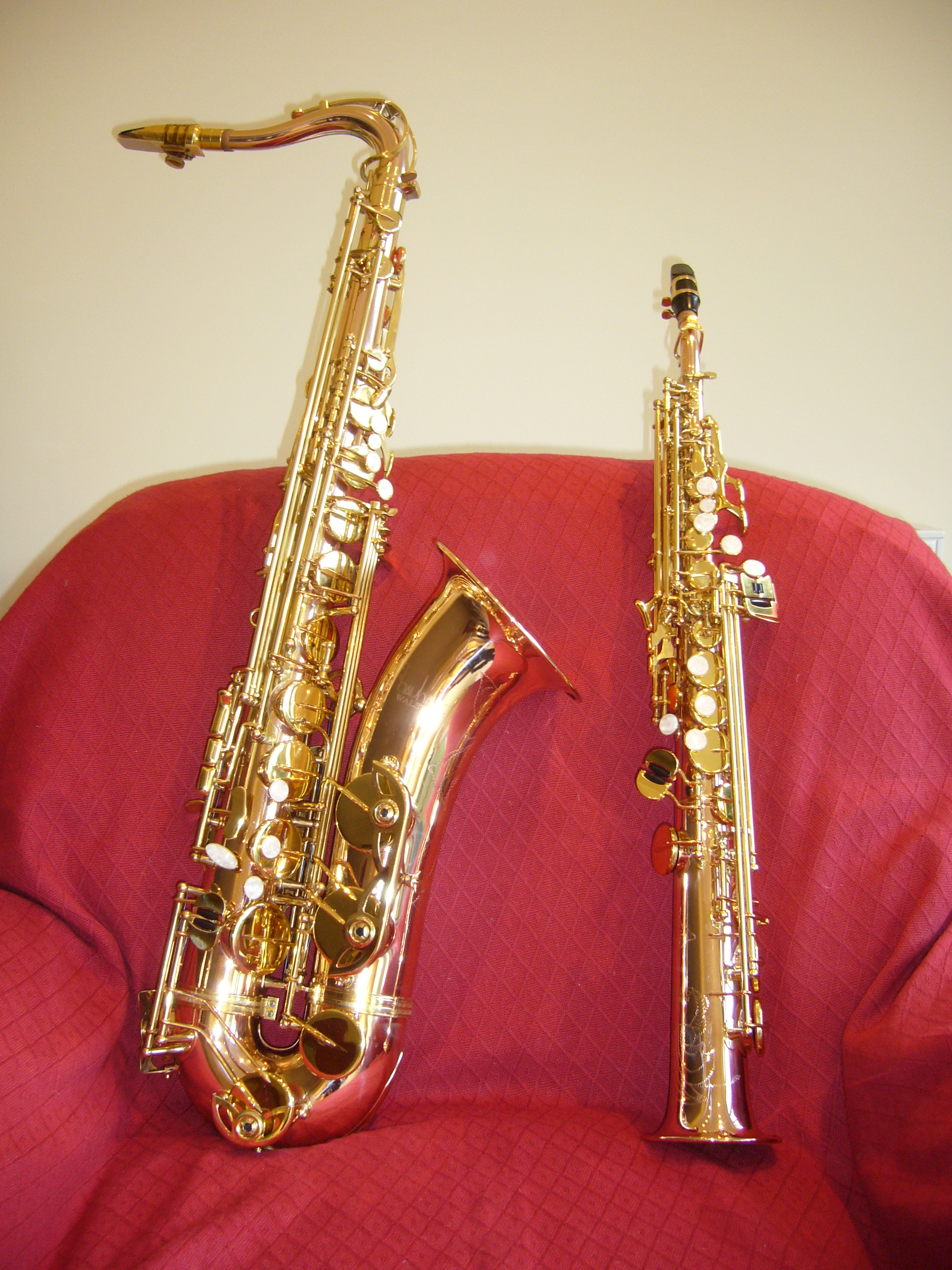
テナー(左手) とソプラノ・サクソフォーン,それぞれの大きさの比較。
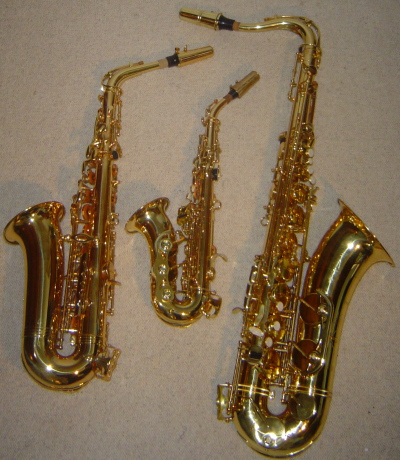
左から右: E♭アルトサクソフォーン、カーブドのB♭ソプラノサクソフォーン、B♭テナーサクソフォーン
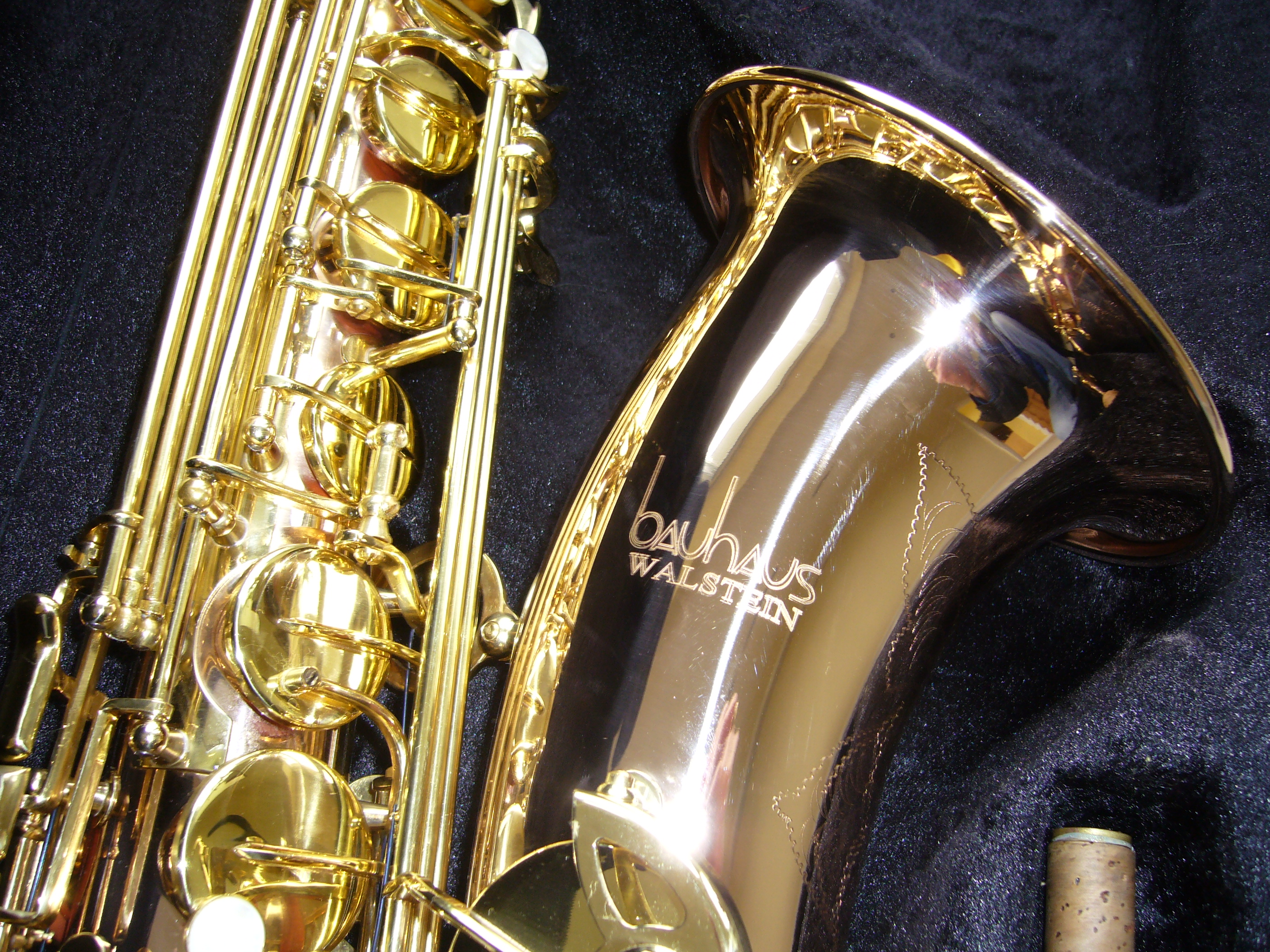
Bauhaus Walsteinテナーサクソフォーン。2008年製造。リン青銅製。
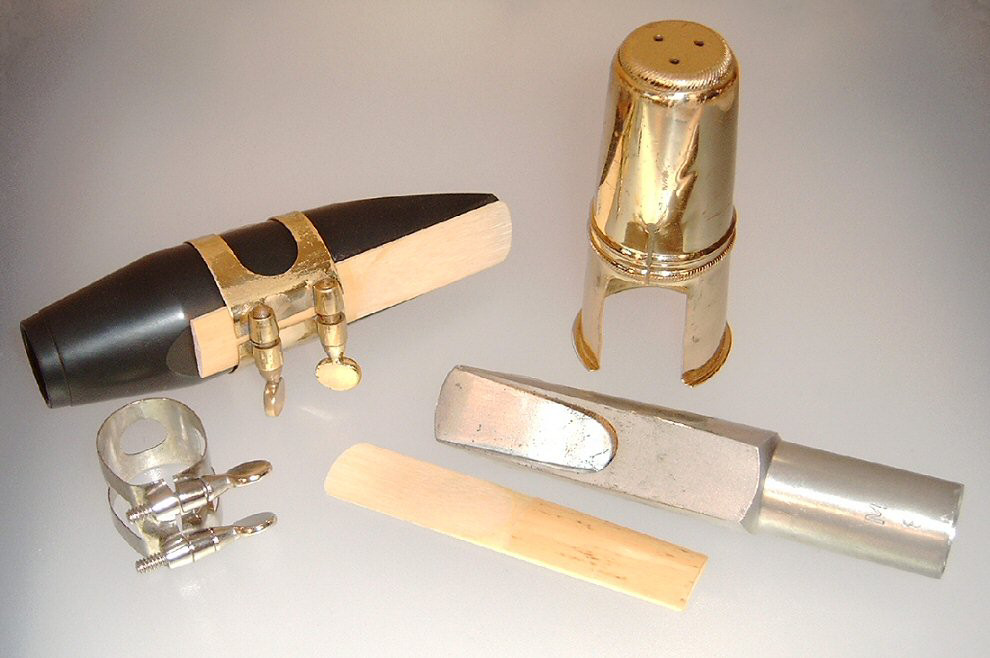
テナーサクソフォーン用のマウスピース2種。左はエボナイト製、右は金属製。

## その他
- C-melody saxophone – a smaller tenor saxophone in the key of C
- サクソフォーン
- アルト・サクソフォーン
- 楽器
- 吹奏楽
- 楽器分類別一覧